# کارته سد
کارته سد (انگلیسی: Carte Said؛ زادهٔ ۱۵ آوریل ۱۹۹۷) بازیکن فوتبال است.
از باشگاه‌هایی که در آن بازی کرده‌است می‌توان به باشگاه فوتبال برشا اشاره کرد.